# Alexei Dmitrijewitsch Krutschinin
Alexei Dmitrijewitsch Krutschinin (russisch Алексей Дмитриевич Кручинин; * 9. Juni 1991 in Kostomukscha, Russische SFSR) ist ein russischer Eishockeyspieler, der seit Mai 2021 beim HK Sibir Nowosibirsk aus der Kontinentalen Hockey-Liga unter Vertrag steht.

## Karriere
Alexei Krutschinin begann seine Karriere als Eishockeyspieler in der Nachwuchsabteilung des SKA Sankt Petersburg, in der er bis 2010 aktiv war. In der Saison 2009/10 spielte der Center für die Juniorenmannschaft SKA-1946 Sankt Petersburg in der multinationalen Nachwuchsliga Molodjoschnaja Chokkeinaja Liga (MHL). In der Saison 2010/11 lief er für den HK WMF Sankt Petersburg, das Farmteam des SKA, in der Wysschaja Hockey-Liga, der zweiten russischen Spielklasse, auf. In der Saison 2011/12 gab der Rechtsschütze sein Debüt für die Profimannschaft des SKA in der Kontinentalen Hockey-Liga und absolvierte insgesamt 8 KHL-Partien für den Verein. Parallel stand er weiterhin für den HK WMF und SKA-1946 auf dem Eis.
Im Dezember 2011 wechselte Krutschinin zu Lokomotive Jaroslawl in die Wysschaja-Hockey-Liga, wo er im folgenden März zum Kapitän ernannt wurde. Zudem kam er in einem MHL-Spiel für Loko Jaroslawl zum Einsatz.
Im November 2013 wurde Krutschinin gegen eine Kompensationszahlung an den HK Jugra Chanty-Mansijsk abgegeben, kehrte aber nach Saisonende zu Lokomotive zurück.
Im November 2014 gab der HK Traktor Tscheljabinsk Petri Kontiolas KHL-Rechte an Lokomotive Jaroslawl ab und erhielt im Gegenzug Alexei Krutschinin und Jegor Martynow. In der Saison 2018/19 spielte er abermals für den SKA Sankt Petersburg, wurde parallel aber auch in der zweiten Spielklasse beim SKA-Newa Sankt Petersburg eingesetzt. Im Mai 2019 kehrte er zu Traktor Tscheljabinsk zurück und wurde Ende Dezember des gleichen Jahres an Salawat Julajew Ufa abgegeben. Anschließend stand er bei Kunlun Red Star und dem HK Dynamo Sankt Petersburg unter Vertrag, ehe er im Mai 2021 vom HK Sibir Nowosibirsk verpflichtet wurde.

## Karrierestatistik
(Legende zur Spielerstatistik: Sp oder GP = absolvierte Spiele; T oder G = erzielte Tore; V oder A = erzielte Assists; Pkt oder Pts = erzielte Scorerpunkte; SM oder PIM = erhaltene Strafminuten; +/− = Plus/Minus-Bilanz; PP = erzielte Überzahltore; SH = erzielte Unterzahltore; GW = erzielte Siegtore; 1 Play-downs/Relegation; Kursiv: Statistik nicht vollständig)